# بخش مرکزی شهرستان علی‌آباد
بخش مرکزی شهرستان علی‌آباد یکی از بخش‌های شهرستان علی‌آباد در استان گلستان ایران است.

## تقسیمات کشوری
- بخش مرکزی شهرستان علی‌آباد
  - دهستان کتول
  - دهستان زرین‌گل

شهر: علی‌آباد

## جمعیت
بنابر سرشماری مرکز آمار ایران، جمعیت بخش مرکزی شهرستان علی‌آباد در سال ۱۳۸۵ برابر با ۹۰۱۲۸ نفر بوده‌است.